# New Zealand State Highway 65
Der New Zealand State Highway 65 (State Highway 65 oder in Kurzform SH 65) ist eine Fernstraße von nationalem Rang auf der Südinsel von Neuseeland.

## Geographie
Die Fernstraße besitzt eine Länge von 71 km und befindet sich im nordwestlichen Teil der Südinsel. Die über ihre gesamte Länge zweispurig (je eine pro Fahrtrichtung) ausgebaute Straße verbindet den State Highway 6 westlich von Murchison und den State Highway 7 bei Springs Junction und verläuft dabei in seinem nördlichen Viertel sowie in seiner südlichen Hälfte im Tal des Maruia River. Die erst 1929 durch ein Erdbeben entstandenen Maruia Falls befinden sich 23 Straßenkilometer und 9,5 km südwestlich von Murchison entfernt, direkt vom SH 65 aus zu erreichen.

## Streckenführung
Der State Highway 67 beginnt 10,5 km westlich von Murchison, im Tal des Buller River bei der O'Sullivans Bridge und gleichzeitigem Abzweig vom State Highway 6, von dem aus die Straße im Tal des Maruia River einer südlichen Richtung folgt. Nach 10,6 km kann von einem Parkplatz aus, der sich rechtsseitig des Flusses befindet, die Maruia Falls besichtigt werden. Nach weiteren 16,3 km verlässt die Straße das Tal des Flusses, umführt dabei den 1315 m hohen Mount Rutland an seiner Ostseite und stößt bei der kleinen Siedlung Burnbrae auf den Warwick River. Diesem folgt der SH 65, bis der Fluss rund 6 km südsüdwestlich von Burnbrae in den Maruia River mündet. Wieder im Tal des Maruia River angekommen, setzt der SH 65 seinen südlichen Verlauf durch das Tal fort, wechselt rund 4 km vor Springs Junction auf die westliche Flussseite und endet bei Springs Junction durch den Anschluss an den State Highway 7.
Die kleinen verstreuten Siedlungen Ariki, Glengarry, Shenandoah, Minehaha, Paenga, Burnbrae und Warwick Junction liegen von Nord nach Süd verteilt auf der Strecke des SH 65.